# الیاس مرقص
الیاس مرقص (انگلیسی: Elias Merkes؛ زادهٔ ۸ ژانویهٔ ۱۹۸۷) بازیکن سابق و مربی فوتبال اهل سوریه است.
از باشگاه‌هایی که در آن بازی کرده‌است می‌توان به باشگاه ورزشی الجزیره و باشگاه فوتبال کاوه تهران اشاره کرد.
وی همچنین در تیم ملی فوتبال سوریه بازی کرده‌است.